# Український фронт (Російська республіка)
Український фронт — загальновійськове оперативно-стратегічне об'єднання (фронт) збройних сил Української Народної Республіки на Східноєвропейському театрі воєнних дій Першої світової війни (1917-1918). Створене шляхом об'єднання Південно-Західного і Румунського фронтів Російської республіки за наказом Генерального секретаря військових справ УНР Симона Петлюри

## Історія
Після Жовтневого перевороту в Петрограді було скинуто Тимчасовий уряд, проголошено Росію республікою Рад робітничих, солдатських і селянських депутатів та сформувано новий більшовицький уряд, Раду народних комісарів на чолі з В. Леніним. Українська влада негативно відреагувала на ці події. 27 жовтня (9 листопада) Генеральний Секретаріат виступив із відозвою, в якій заявив, що «криваві події загрожують погубити здобутки революції», а тому він буде «рішуче боротися з усіма спробами підтримки цього повстання в Україні».
Проте більшовики, які мали в Києві близько 6 тис. своїх озброєних прихильників, не звернули уваги на це попередження. Уже 29 жовтня (11 листопада) вони намагалися силою захопити владу, але швидко зазнали поразки в сутичках із російськими військовими частинами, котрі все ще зберігали вірність поваленому Тимчасовому урядові. Проте й росіянам не вдалося закріпитись у місті.
На заклик Центральної Ради, дізнавшись про більшовицький заколот, до Києва з фронту швидко прибули три українські козацькі полки — імені Б. Хмельницького, П. Полуботка та М. Грушевського. Крім того, у вирішальний момент на бік Центральної Ради перейшов 1-й георгіївський піхотний запасний полк чисельністю майже 1000 вояків (90 % з них були українцями), котрі, усунувши всіх росіян, оголосили себе 4-м Сердюцьким імені полковника І. Богуна полком. Нарешті, в Києві тоді відбувався ІІІ Всеукраїнський військовий з'їзд, на якому було близько 2,5 тис. делегатів. З огляду на серйозність ситуації вони сформували 1-й український полк охорони революції на чолі з Ю. Капканом. Таким чином, сили Центральної Ради стрімко зросли. Бачачи їхню перевагу, росіяни, які вирішили продовжувати боротьбу з більшовиками, без бою залишили місто і виїхали на Дон. Київ повністю перейшов під контроль української влади.
Придушивши виступ більшовиків і витіснивши росіян, делегати ІІІ Всеукраїнського військового з'їзду повернулися до роботи. Вони висловили цілковиту довіру Центральній Раді, але зажадали від неї «негайно проголосити повну незалежність України і приступити до створення Української армії». У військових питаннях з'їзд вимагав від Українського генерального військового комітету, аби той домагався негайного виділення всіх українців на фронті в окремі частини, цілковитої українізації всіх гарнізонів на території України, призначення своїх комісарів до всіх українізованих дивізій, створення українських частин усіх родів війська.
Рішення з'їзду підштовхнули Центральну Раду 7 (20) листопада оприлюднити ІІІ Універсал, яким проголошено Українську Народну Республіку (УНР), що охоплювала 9 губерній: Волинську, Подільську, Київську, Чернігівську, Полтавську, Харківську, Херсонську, Катеринославську і Таврійську (без Криму). Уся влада на цих територіях належала тільки Центральній Раді та Генеральному Секретаріату. Однак про незалежність у документі мова не йшла. В універсалі зазначалося:
|  | Не відділяючись від республіки Російської і зберігаючи єдність її, ми твердо станемо на нашій землі, щоб силами нашими допомогти всій Росії, щоб уся Республіка Російська стала федерацією рівних і вільних народів. |

Таким чином, попри проголошення УНР, лідери Центральної Ради продовжували розглядати Україну як автономну одиницю в складі Росії, хай навіть і федеративної, демократичної, не більшовицької.
Після ІІІ Універсалу відносини між Центральною Радою і ленінським Раднаркомом почали швидко загострюватись. Конфлікту було не уникнути. За цих умов в Києві починається інтенсивна робота, спрямована на створення власних збройних сил, здатних захистити щойно проголошену республіку від зазіхань політичних узурпаторів-більшовиків. Із цією метою в листопаді 1917 р. Український генеральний військовий комітет було реорганізовано в Генеральний секретаріат військових справ, головою якого став С. Петлюра, а його помічником — В. Кедровський. Це була не просто зміна назви установи. Для військового відомства це означало збільшення компетенції, розширення кола обов'язків, підвищення правового статусу до рівня інших секретаріатів уряду. Одним із перших кроків С. Петлюри на цій посаді стало заснування Українського генерального військового штабу, начальником якого став генерал Б. Бобровський, а його помічниками — генерал В. Пащенко і підполковник О. Сливинський. Таким чином, було засновано головні органи центрального військового управління УНР.
23 листопада (6 грудня) 1917 р. С. Петлюра видав наказ про об'єднання військ Південно-Західного і Румунського фронтів у новий Український фронт, який буде підпорядкований не російській більшовицькій, а українській владі. Командувачем фронту, за наполяганням С. Петлюри було призначено генерала Д. Щербачова, котрий до того очолював Румунський фронт. Наступним кроком стало розпорядження С. Петлюри про демобілізацію всіх солдатів-росіян Українського фронту, а також усіх офіцерів, які не хотіли служити Центральній Раді. Також він закликав роззброїти збільшовичені частини, але в цьому питанні зустрів категоричну відмову В. Винниченка, котрий закликав боротися з більшовиками виключно ідейними методами.
Продовжувалося й створення нових військових частин. У листопаді 1917 р. з полонених вояків австро-угорської армії української національності, а також біженців і виселенців із західно-українських земель у Києві починається формування Галицько-Буковинського куреня січових стрільців, який початково ввійшов до складу 1-го українського запасного імені гетьмана П. Дорошенка полку. Першим командиром куреня став російський офіцер О. Лисенко. Організація підрозділу йшла досить швидко, тож наприкінці року в ньому налічувалося вже 500 вояків.
Так само в листопаді новий, уже український командувач Київського військового округу полковник В. Павленко з подання С. Петлюри ініціював створення двох Сердюцьких дивізій, котрі замислив як розквартировані в столиці елітні з'єднання, аналог російської гвардії. Назва «Сердюцькі» була обрана невипадково — вона мала нагадувати про сердюцькі полки гетьмана Івана Мазепи, котрі загинули, захищаючи Батурин у 1708 р. До складу 1-ї дивізії на чолі котрої став підполковник Ю. Капкан, увійшли піші полки імені Б. Хмельницького, П. Полуботка, П. Дорошенка й І. Богуна, курінь імені Т. Шевченка, курінь Смерті, 1-й кінний полк «Вільної України» та 1-ша гарматна бригада імені М. Грушевського. До 2-ї дивізії генерала О. Грекова увійшли піші полки імені М. Грушевського, П. Сагайдачного, Т. Шевченка, С. Наливайка. Невдовзі 3-тю Сердюцькою себе оголосила українізована 9-та кавалерійська дивізія. В усіх дивізіях запроваджено сувору військову дисципліну, єдність управління, заборонено діяльність виборних комітетів, а для залучення вояків навіть введено новий, мальовничий однострій.
Невдовзі сердюки виправдали покладені на них сподівання. 1-ша дивізія підполковника Ю. Капкана зірвала плани більшовиків удруге захопити владу в Києві. Вранці 30 листопада (12 грудня) 1917 р. вона роззброїла збільшовичені частини київського гарнізону й робітничі загони «червоної гвардії» заводу «Арсенал» та інших підприємств — усього майже 7 тис. осіб, які збиралися підняти повстання проти Центральної Ради. Вояків-росіян залізничними ешелонами під охороною відправлено до Росії, а українців демобілізовано й розпущено по домівках. Тоді ж збільшовичені частини було роззброєно ще в 10 містах України. Водночас 1-й український корпус генерала П. Скоропадського, узявши під свій контроль залізниці Жмеринка — Козятин і Шепетівка — Вапнярка — Козятин, успішно зупинив просування на Київ розагітованих солдатів 2-го гвардійського корпусу під командуванням Євгенії Бош. При цьому вояків-росіян так само під конвоєм висилали до Росії.
Після двох невдалих спроб здійснити державний переворот і повалити владу Центральної Ради більшовики врешті вдаються до відкритої агресії проти УНР. 4 (17) грудня УЦР одержала радіограму з Петрограда від уряду радянської Росії (її автором був Л. Троцкий, а В. Ленін з Й. Сталіним редагували написаний текст). У ній ішлося про те, що Раднарком підтверджує право всіх націй, пригноблених російським самодержавством, на самовизначення й відокремлення від Росії, визнає Народну Українську Республіку, її право цілком відокремитися від Росії «негайно, без обмежень та безумовно». Однак за цим ішло звинувачення Центральної Ради в тому, що, «прикриваючись національними фразами, вона веде двозначну буржуазну політику, яка давно вже виявляється в невизнанні Радою… радянської влади на Україні», а тому Раднарком не може вважати її «повноважним представником трудових і експлуатованих мас Української Республіки». Далі автори телеграми висували Центральній Раді чотири вимоги ультимативного характеру:
1. відмовитися від «дезорганізації спільного фронту», інакше кажучи, від українізації військ і створення власних збройних сил;
2. не пропускати без дозволу петроградського командування жодних військових частин, які прямують на Дон, Урал та в інші місцевості, де концентруються антибільшовицькі сили;
3. допомагати «червоним» військам боротися з їхніми ворогами-«контрреволюціонерами», зокрема з генералом О. Каледіним на Донщині.
4. припинити роззброєння на своїй території збільшовичених військових частин і загонів робітничої «червоної гвардії» та повернути зброю всім, у кого її було відібрано.

Остання вимога прямо стосувалася тих 7 тис. осіб, яких за кілька днів до того роззброїли сердюки Ю. Капкана. На позитивну відповідь Раднарком давав Центральні Раді 48 годин. За інших умов він буде вважати УЦР «у стані відкритої війни проти радянської влади в Росії й на Україні».
Телеграма Раднаркому надійшла саме в той момент, коли в Києві розпочав роботу Всеукраїнський з'їзд рад, який місцеві більшовики планували використати для того, щоб усунути від влади Центральну Раду. Однак на з'їзді вони опинилися в меншості й не змогли провести потрібне їм рішення. Натомість делегати підтримали УЦР і 7 (20) грудня рішуче відкинули ленінський ультиматум. Тоді більшовицька фракція в повному складі залишила Київ і переїхала до Харкова, де влаштувала власний Всеукраїнський з'їзд рад, котрий 12 (25) грудня проголосив Україну Республікою Рад робітничих, солдатських і селянських депутатів, визнав її федеративною частиною радянської Росії, поширив на неї чинність усіх ленінських декретів. Зрозуміло, що петроградський Раднарком визнав саме «харківську» радянську Україну справжнім виразником інтересів «трудових мас» українського населення й був готовий надати їй необхідну допомогу в боротьбі проти «буржуазної» Центральної Ради.
Уже 13 (26) грудня російські «червоні» війська, що впродовж тривалого часу концентрувалися в Харкові нібито для подальшого руху на Дон для придушення виступу генерала О. Каледіна, несподівано напали на станцію Лозова, а через два дні на місто Чугуїв. 15 (28) грудня відбулося засідання Генерального Секретаріату УНР. Голова уряду В. Винниченко не вірив у реальність справжньої війни і запропонував спочатку «запитати Раду Народних Комісарів, воює вона чи ні… вимагати припинити воєнні дії в Україні, відкликати з України російські війська». Натомість, С. Петлюра пропонував негайно почати наступ на Харків, переконуючи, що в нього вистачить сил узяти цей оплот більшовиків і захистити кордони УНР. Ще за три дні до того він уже віддав розпорядження перекинути українські частини на схід, щоб узяти там під контроль станції Лозова, Синельникове, Олександрівськ (нині Запоріжжя), Ясинувата й інші важливі транспортні вузли. Однак замість того щоб боротися з ворогом, уряд УНР вирішив 18 (31) грудня відправити у відставку генерального секретаря військових справ С. Петлюру, прихильника рішучих дій. Офіційне формулювання — «за перевищення повноважень». Справжньою причиною була особиста неприязнь до С. Петлюри голови уряду В. Винниченка, котрий заздрив його популярності у військах, звинувачував у «бонапартизмі», прагненні до встановлення військової диктатури і вважав його головним винуватцем у конфлікті з ленінським Раднаркомом. Він сподівався, що відставкою С. Петлюри вдасться уникнути масштабної війни з радянською Росією.
З усуненням С. Петлюри було покладено край його починанням, спрямованим на будівництво регулярних збройних сил. Так, було звільнено з посади командувача Київського військового округу полковника В. Павленка, та розформовано створені за його ініціативою Сердюцькі дивізії. 24 грудня (6 січня) через незгоду з політикою Центральної Ради подав у відставку й командир 1-го українського корпусу генерал П. Скоропадський. Його вихід призвів до кризи управління і швидкої дезорганізації доти дисциплінованого з'єднання, вояки якого в січні 1918 р. піддалися загальній хвилі демобілізації.

## Командування
- генерал від інфантерії Щербачов Дмитро Григорович